# Чебаклинка
Чебакли́нка — река в Колосовском районе Омской области России. Устье реки находится в 341 км по левому берегу реки Оша. Длина реки составляет 12 км.

## Данные водного реестра
По данным государственного водного реестра России относится к Иртышскому бассейновому округу, водохозяйственный участок реки — Оша, речной подбассейн реки — бассейны притоков Иртыша до впадения Ишима. Речной бассейн реки — Иртыш.